# Рыковский, Геннадий Феодосьевич
Геннадий Феодосьевич Рыковский (1936—2021) — советский и белорусский ботаник-эволюционист, бриолог, доктор биологических наук, профессор, лауреат премии НАН Беларуси, почётный член Ботанического белорусского общества.

## Биография
Геннадий Феодосьевич родился 23 сентября 1936 года в городе Кувшиново Калининской области в семье инженера. Отец его родом из крестьянской семьи, всю свою жизнь проработал инженером-технологом. Мать — из дворянского рода Вересоцких. В семье она занималась воспитанием детей. Смутные 1930-е годы для семьи Рыковских ознаменовались скитаниями по России и Украине — отец часто менял место работы. Так, в один из переездов родился Геннадий Феодосьевич. Ситуация усугубились начавшейся Великой Отечественной войной. Семья встретила её в рабочем поселке вблизи деревни Савино Владимирской области (Россия). Как и многие, они пережили тяжёлые и голодные военные годы.
В Минск семья переехала в 1945 году, где встретила День Победы. В связи с постоянными переездами, болезнью и тяжёлым военным временем практически все младшие классы школы Геннадий Феодосьевич пропустил. Однако неимоверное упорство, терпеливость и трудолюбие позволили ему на отлично окончить школу. Всё время тяготея к биологическим наукам, Геннадий Феодосьевич после школы поступает на биологический факультет Белорусского государственного университета. Он пробует себя в научной работе в разных ботанических направлениях. Активно изучает фитопатологию под руководством академика Н. А. Дорошкина, а несколько позже пишет работу по геоботанике под руководством Н. О. Циттерман.
В 1961 году Геннадий Феодосьевич с отличием окончил Белорусский государственный университет. По приглашению академика Н. В. Турбина он был распределён в Институт биологии АН БССР, позже — Институт экспериментальной ботаники им. В. Ф. Купревича, где неутомимо и добросовестно трудился шестьдесят долгих лет.
В 1960-е годы лабораторией флоры и систематики растений руководила флорист и геоботаник кандидат биологических наук Вера Арсеньевна Михайловская, которая и пригласила Геннадия Феодосьевича к себе в лабораторию. Она стала одной из ключевых фигур, участвовавших в выборе направления исследовательской работы Г. Ф. Рыковского. В первые годы в институте Геннадий Феодосьевич активно занимается изучением сосудистых растений, а В. А. Михайловская подталкивает его к работе над очень сложной и узкой группой высших растений — мохообразных. С 1962 года он принимает участие в экспедициях по изучению бриофлоры Березинского биосферного заповедника. Спустя несколько лет, в 1964 году, Геннадий Феодосьевич поступает в аспирантуру. Академик И. Д. Юркевич, будучи президентом Белорусского ботанического общества, отправляет Геннадия Феодосьевича в Киев к академику Д. К. Зерову.
В 1971 году защищает кандидатскую диссертацию «Бриофлора Березинского биосферного заповедника». Многие методики географического и экологического анализа бриофлоры в этой работе явились пионерными. После опубликованная одноимённая монография на многие годы становится настольной книгой для многих белорусских учёных, аспирантов и студентов.
Центральное место в исследованиях Г. Ф. Рыковского занимали вопросы эволюции мохообразных и всего растительного мира. Интерес к этой проблеме у него появился в середине 1980-х годов как естественное продолжение работ по изучению фитогеографического генезиса различных бриофлор и филогении отдельных таксономических групп бриофитов. С присущей ему основательностью в исследованиях Геннадий Феодосьевич глубоко и всесторонне погрузился в эту сложную тематику, проработав сотни литературных источников и предложив оригинальные филогенетические схемы и концептуальные модели происхождения мохообразных, формирования исходных форм, становления типовых признаков, базирующихся как на эколого-биологических особенностях самих мохообразных, так и на закономерностях развития органического мира.
Впоследствии во время подготовки докторской диссертации ему удалось соединить вопросы эволюции мохообразных и проблемы флорогенеза в единую концепцию на примере своеобразного природного региона — Полесья — на территории трёх государств (Беларуси, России и Украины).
В 1995 году проходит защита его докторской диссертации «Происхождение и эволюция мохообразных с оценкой современного состояния и генезиса бриофлоры». Позже на основе докторской диссертации была подготовлена книга «Происхождение и эволюция мохообразных» (2011), которую Геннадий Феодосьевич считал главным достижением своей жизни.
Важной вехой в истории бриологических исследований в Беларуси останется фундаментальная «Флора Беларуси. Мохообразные» в двух томах (2004, 2009), которые написаны Геннадием Феодосьевичем в соавторстве с его учеником О. М. Масловским, причём сводка печёночников была подготовлена впервые для страны.
Геннадий Феодосьевич, являясь специалистом широкого профиля, имел работы, не связанные с мохообразными. Волею судьбы ему пришлось обобщить результаты многолетних исследований лекарственных растений, которые отражены в работе «Лекарственные растения и их применение» (1967). Не потеряли актуальности также многочисленные исследования по охране природы: «Национальная стратегия и план действий по сохранению и устойчивому использованию биологического разнообразия Республики Беларусь» (1997), «Состояние и использование биологического разнообразия Республики Беларусь» (1998) и другие. Он являлся одним из авторов сети особо охраняемых природных территорий в республике, а также курировал раздел по мохообразным в нескольких изданиях Красной книги Беларуси.

## Избранные труды
Геннадий Феодосьевич является автором и соавтором более 200 научных трудов, в том числе 17 монографий, некоторые из них:
- Рыковский Г. Ф. Мохообразные Березинского биосферного заповедника. — Минск : Наука и техника, 1980. — 135 с.
- Рыковский Г. Ф., Масловский О. М. Флора Беларуси : Мохообразные : в 2 т. / под ред. В. И. Парфенова. — Минск : Тэхналогія, 2004. — Т. 1 : Andreaeopsida — Bryopsida. — 437 с. — 700 экз. — ISBN 985-458-092-X.
- Рыковский Г. Ф., Масловский О. М. Флора Беларуси : Мохообразные : в 2 т. / под ред. В. И. Парфенова. — Минск : Беларуская навука, 2009. — Т. 2 : Hepaticopsida — Sphagnopsida. — 213 с. — 400 экз. — ISBN 978-985-08-1081-6.
- Рыковский Г. Ф. Происхождение и эволюция мохообразных / науч. ред. В. И. Парфенов. — Минск : Беларуская навука, 2011. — 433 с. — 200 экз. — ISBN 978-985-08-1257-5.
- Рыковский Г. Ф. Концептуальная модель происхождения и эволюции мохообразных : Исторический генезис уникальных двуединых высших растений гаметофитного направления развития / науч. ред. В. И. Парфенов. — Saarbrücken : LAP Lambert Academic Publishing, 2014. — 564 с. — ISBN 978-3-659-25205-1.